# Ed Calle
Ed Calle (Caracas, 10 de agosto de 1959) es un músico y compositor venezolano de jazz, radicado en los Estados Unidos.

## Carrera
Calle toca el saxofón, la flauta, el clarinete y los teclados. También se ha desempeñado como arreglista, ingeniero de sonido y cantante. Calle ha sido presidente de Artes y Filosofía en el Miami Dade College North Campus, y actualmente es profesor titular de Negocios y Producción Musical en la misma institución.
A lo largo de su carrera ha sido nominado en tres ocasiones a los premios Grammy Latinos: en 2005 por Ed Calle Plays Santana, en 2007 por In the Zone y en 2014 por Palo! Live. Un año después logró ganarlo en la categoría de mejor álbum instrumental con su disco Mamblue. Obtuvo una nominación al premio Grammy en 2015 por Palo! Live.

## Discografía

### Como solista
- Dr. Ed Calle Presents Mamblue, 2015 - Mojito Records
- In the Zone, 2006 - Mojito Records
- Ed Calle Plays Santana, 2004 - Pimienta Records
- Twilight, 2001 - Concord Records
- Sunset Harbor, 1999 - Concord Records
- Double Talk, 1995 - Columbia Records